# Sandra Bem
Sandra Ruth Lipsitz Bem (ur. 22 czerwca 1944 w Pittsburgh, zm. 20 maja 2014 w Ithace) – amerykańska psycholog żydowskiego pochodzenia, znana z publikacji poświęconych kulturowej tożsamości płciowej. Jest pionierem w badaniach nad androgynią, wprowadzając to pojęcie do psychologii. Jest także autorem kwestionariusza ról płciowych, badającego stopień w jakim jednostka utożsamia się z tradycyjnie pojmowanymi rolami płciowymi. Wykładała na Uniwersytecie Cornella.

## Typologia kobiecości i męskości
W swoich badaniach Sandra Bem wykazuje, że kobiecość i męskość nie są tworami rozłącznymi i nastawionymi antagonistycznie, lecz tworzą kontinuum, na którym jedna cecha przechodzi w drugą. Osoba, która wykazuje wysokie wyniki na skali męskości i niskie wyniki na skali kobiecości byłaby określona jako identyfikująca się z męską rolą płciową. Osoba z odwrotnymi wynikami: niskim na skali męskości i wysokim na skali kobiecości identyfikuje się z kobiecą rolą płciową. Osoba mająca wysokie wyniki na obu skalach jest androgyniczna. Niskie wyniki na obu skalach oznaczają osobę nie identyfikującą się z żadną rolą płciową.
Z badań Sandry Bem wynika, że najbardziej korzystną identyfikacją na wielu płaszczyznach jest androgynia. Bem udowadnia, że posiadanie jednocześnie wysokich wyników na obu skalach: kobiecości i męskości zwiększa nasz repertuar zachowań, umożliwiając lepsze dostosowanie do różnych sytuacji życiowych. Bem uważa, że osoby stypizowane płciowo, czyli identyfikujące się ze swoją płcią reagują w sposób stały, zgodny z wprowadzonymi przez otoczenie stereotypami płciowymi. To sprawia, że posiadają oni ograniczony zasób reakcji i bardziej konwencjonalne przekonania dotyczące społecznych ról płciowych. Zdaniem Bem tego typu konstrukcja psychiki sprawia, że jednostki nie są w stanie wykorzystać pełnego potencjału i dokonać pełnego, wszechstronnego rozwoju osobowości. 

## Androcentryzm
Zdaniem Sandry Bem kultura Zachodu jest androcentryczna – stawia w centrum uwagi mężczyzn, patrzy na świat przez pryzmat ich dążeń i wartości, spychając na drugi plan lub kompletnie ignorując wartości istotne dla kobiet. Bem zauważa, że w prawie wszystkich językach europejskich słowo człowiek ma rodzaj męski, co stanowi ilustrację androcentrycznej mentalności Zachodu: człowiek jest mężczyzną, kobieta zaś jest odrębną istotą zawieszoną w próżni. 

## Kwestionariusz ról płciowych
Sandra Bem jest autorką kwestionariusza mierzącego stopień w jakim badani utożsamiają się z cechami tradycyjnie kojarzonymi z męskością i kobiecością. Filozofia kwestionariusza opiera się na uznawanej przez Bem typologii męskości i kobiecości. Zawiera on 20 pozycji cech "męskich" i 20 pozycji cech "kobiecych", zadaniem badanych jest określenie stopnia identyfikacji z danymi cechami. W kwestionariuszu wyróżniono skalę androgynii, która określa rezultat badania.

## Homoseksualizm
W swojej książce "Męskość, kobiecość. O różnicach wynikających z płci" Sandra Bem analizuje historię postaw względem homoseksualizmu wśród przedstawicieli podejścia psychodynamicznego w psychologii. Zauważa, że Zygmunt Freud, ojciec psychoanalizy, nie patologizował homoseksualizmu uważając, że jest on jedną z możliwych dróg rozwoju seksualnego człowieka. Wcześniej homoseksualizm traktowany był jako choroba, której etiologię należy zbadać i wyjaśnić, heteroseksualizm zaś jako normalne i oczywiste zjawisko nie wymagające jakichkolwiek wyjaśnień. Freud zmienił ten stan rzeczy, stwierdzając, że rozwój seksualny nie zawsze musi kończyć się wykształceniem heteroseksualizmu, który odtąd wymagał takich samych wyjaśnień jakich wcześniej oczekiwano od homoseksualizmu.
Bem podkreśla, że następcy Freuda porzucili jego permisywne podejście do homoseksualizmu, stwierdzając, że jest on efektem niedojrzałości – zablokowania rozwoju seksualnego przez pewne patologiczne okoliczności. Przez kilkadziesiąt lat po Freudzie pogląd ten utrzymywał się wśród przedstawicieli psychoanalizy, aż do lat '70, kiedy homoseksualizm po długich debatach został oficjalnie usunięty z listy chorób Amerykańskiego Towarzystwa Psychiatrycznego DSM.

## Nagrody
Sandra Bem w wieku 31 lat otrzymała nagrodę Amerykańskiego Towarzystwa Psychologicznego za "studia dotyczące ról płciowych, androgynii i ontogenezy rozwoju i dojrzałości psychoseksualnej".

## Publikacje
- Bem, S. L. (1981). Gender schema theory. A cognitive account of sex typing. Psychological Review, Vol. 88, 4, 354-364.
- Bem, S. L. (1988). Androgynia psychiczna a tożsamość płciowa. W: P.G. Zimbardo, F. L. Ruch: Psychologia i życie. Warszawa: PWN.
- Bem, Sandra L. (1974). The measurement of psychological androgyny. Journal of Consulting and Clinical Psychology. 42, 155-62.
- Bem, Sandra L. and C. Watson. (1976). Scoring packet: Bem Sex Role Inventory. Unpublished Manuscript
- Bem, S. L. (1976). Sex typing and androgyny: Further explorations of the expressive domain. Journal of Personality and Social Psychology, 34, 1016.
- Bem, S. L. (1976). Sex typing and the avoidance of cross-sex behavior. Journal of Personality and Social Psychology, 33, 48.